# Di nuovo in gioco
Di nuovo in gioco (Trouble with the Curve) è un film del 2012 diretto da Robert Lorenz, qui al suo debutto alla regia di un lungometraggio.
Il film segna il ritorno come attore protagonista di Clint Eastwood, il quale aveva annunciato il ritiro dopo Gran Torino (2008). È anche la prima pellicola in cui Eastwood recita senza dirigere dal film Nel centro del mirino (1993).

## Trama
Gus Lobel è un anziano e vedovo talent scout degli Atlanta Braves, squadra professionistica militante nella MLB, ed è ritenuto uno dei migliori nel settore. Purtroppo, con l'avanzare dell'età, un principio di glaucoma lo ha reso più chiuso e arrabbiato; anche i rapporti con la figlia Mickey, una giovane e brillante avvocato, sono ai minimi storici. Gus è inoltre in scadenza di contratto con i Braves ed è osteggiato dal collega Phillip Sanderson, che ne vorrebbe l'allontanamento in modo da diventare il General manager della squadra.
Durante l'estate Gus viene incaricato dall'amico Pete Klein, direttore degli osservatori dei Braves, di andare in Carolina del Nord a esaminare il giovane Bo Gentry, da molti considerato una futura promessa del baseball. Preoccupato per la salute dell'amico, Klein contatta Mickey e la convince a raggiungere il padre, il quale però la accoglie freddamente; qui la ragazza fa la conoscenza di Johnny Flanagan, un talent-scout dei Boston Red Sox.
Gus, Mickey e Johnny assistono alle partite della squadra in cui milita Gentry: Gus riesce a sentire il rumore della mazza in alluminio di Gentry quando quest'ultimo colpisce la palla, e intuisce che il ragazzo non è un campione come molti pensavano, in quanto incapace di impattare con successo i tiri ad effetto. Gus consiglia quindi al proprietario dei Braves di non selezionare Gentry come prima scelta al draft; stessa considerazione fa a Johnny, il quale comunica le proprie perplessità sul giocatore alla dirigenza dei Red Sox.
Al termine del draft il gruppo viene a conoscenza del fatto che Gentry è stato acquistato dai Braves, nonostante il parere negativo di Gus, su insistenza di Sanderson. Johnny pensa quindi che quella sia stata una mossa disonesta messa in atto da Mickey per aiutare il padre a prendere il giocatore e se ne va. Il giorno dopo Gus torna ad Atlanta e a Mickey non resta altro che partire per il proprio studio legale; tuttavia, mentre sta preparando le valigie, la ragazza sente il rumore di una palla da baseball lanciata con vigore da Rigoberto Sanchez, il figlio della proprietaria del motel in cui pernottava: incuriosita, lo osserva attentamente e capisce che il giovane ha delle grandi potenzialità come lanciatore.
Tornato ad Atlanta, Gus viene messo di fronte alle decisioni della propria squadra, che ha intenzione di non rinnovare il suo contratto in scadenza. In quel momento, però, arriva Mickey che chiede a tutti di scendere in campo per mettere alla prova le doti di Gentry; il giocatore si trova davanti Rigoberto e non è in grado di colpire nessuna palla lanciatagli dal dilettante. Avuta la dimostrazione che Gus aveva ragione, il proprietario dei Braves decide di rinnovargli il contratto e licenziare Sanderson; Mickey si trova a diventare l'agente di Rigoberto, a cui si aprono le porte della Major League Baseball. Quando Gus e Mickey se ne vanno dallo stadio, la ragazza trova ad attenderla Johnny, che si scusa per il suo comportamento e la bacia.

## Produzione

### Riprese
Le riprese del film sono iniziate nel marzo del 2012 e si sono svolte tra le città di Atlanta, Dawsonville e Macon (Georgia).

## Promozione
Il primo trailer del film è uscito il 7 agosto 2012; tre giorni più tardi è stato invece diffuso online il poster.

## Distribuzione
La pellicola è stata distribuita nelle sale cinematografiche statunitensi a partire dal 21 settembre 2012, mentre in quelle italiane dal 29 novembre successivo.

## Riconoscimenti
- 2012 - National Board of Review
  - Spotlight Award a John Goodman
- 2012 - Hollywood Film Festival
  - Miglior attrice non protagonista a Amy Adams